# アスプルモンの歌
アスプルモンの歌（アスプルモンのうた、Chanson d'Aspremont）は、ローランの若き頃の活躍と騎士叙任を描いた作者不詳の12世紀の武勲詩。現存する原稿から当時特にイギリスで人気を博したと推測される。

## あらすじ
異教徒王バリガンが南イタリアに侵攻を開始した。王バリガンはバランを使節として差し向け、キリスト教徒側にその要求を伝える。それは、息子の王子オーモンをローマにおいて戴冠させよ、という無理な内容であった。これを聞いたシャルルマーニュの軍勢は、直ちに南イタリアに向け出立する。こうしてアスプルモンの地において、キリスト教世界の命運を決する激戦の火蓋が切られた。
しかしローランはその頃、「遠征に参加するにはまだ若すぎる」としてシャルルマーニュによりローマで軟禁されていた。しかし血気盛んな彼はこれを無理やり抜け出し、仲間を率いて戦場へと急いだのであった。
駆けつけたアスプルモンの地において、ローランは人生最初の武勲を挙げる。彼は異教徒の王子オーモンを討ち取り、シャルルマーニュを見事危機から救い出すと、後にロンスヴォーの戦いへと携える運命となる豪華な戦利品の数々を鹵獲したのであった――角笛オリファン、愛馬ブリリアドロ、そして聖剣デュランダルを。
かくしてローランの活躍により、シャルルマーニュの軍勢は決戦に勝利した。「良き異教徒」使節バランは、シャルルマーニュの右腕ネーム公の説得により、キリスト教とシャルルマーニュの正しさを認め、キリスト教に改宗した。戦利品の聖剣デュランダルはローランに授けられ、シャルルマーニュにより彼は騎士に叙されたのであった。

## 受容史
14世紀末（1400年頃）、イタリアの作家アンドレア・ダ・バルベリーノによって『アスプラモンテ』（L'Aspramonte）の題でイタリア語散文に翻訳・翻案された。このバージョンは広く読まれ、後のイタリア語圏の作品（『モルガンテ』『恋するオルランド』『狂えるオルランド』など）に影響を与えたとみられている。